# Johanna Schopenhauer
Johanna Schopenhauer, geboren Trosiener (Danzig, 9 juli 1766 - Jena, 17 april 1838), was een Duits schrijfster die behoorde tot de literaire kring rondom Goethe.
Ze was de echtgenote van de koopman Heinrich Floris Schopenhauer en de moeder van de filosoof Arthur Schopenhauer. Toen er werd verteld dat haar zoon later grote dingen ging bereiken antwoordde zij: "Dat is niet mogelijk, er kan maar één genie in de familie zijn."
- Bibsys: 90107292
- Biblioteca Nacional de España: XX1331643
- Bibliothèque nationale de France: cb123059537 (data)
- CiNii: DA02794619
- Gemeinsame Normdatei: 118610473
- International Standard Name Identifier: 0000 0001 0900 6327
- Library of Congress Control Number: n87808850
- Nationale Bibliotheek van Letland: 000181017
- Bibliotheek van het Japanse parlement: 01227499
- Nationale Bibliotheek van Tsjechië: ola2003196403
- Nationale bibliotheek van Australië: 36043452
- Nationale Bibliotheek van Israël: 987007272129905171
- Nationale Bibliotheek van Polen: a0000001212642
- Nederlandse Thesaurus van Auteursnamen: 071404856
- Réseau des bibliothèques de Suisse occidentale: 02-A000145493
- Istituto Centrale per il Catalogo Unico: BVEV260305
- LIBRIS: 249223
- SNAC: w6tx3kfk
- Système universitaire de documentation: 031935559
- Trove: 1199028
- Virtual International Authority File: 51755743
- WorldCat: E39PBJhXdKXFmgdqJ8h6Cv3xXd